# Eagle Pass (Texas)

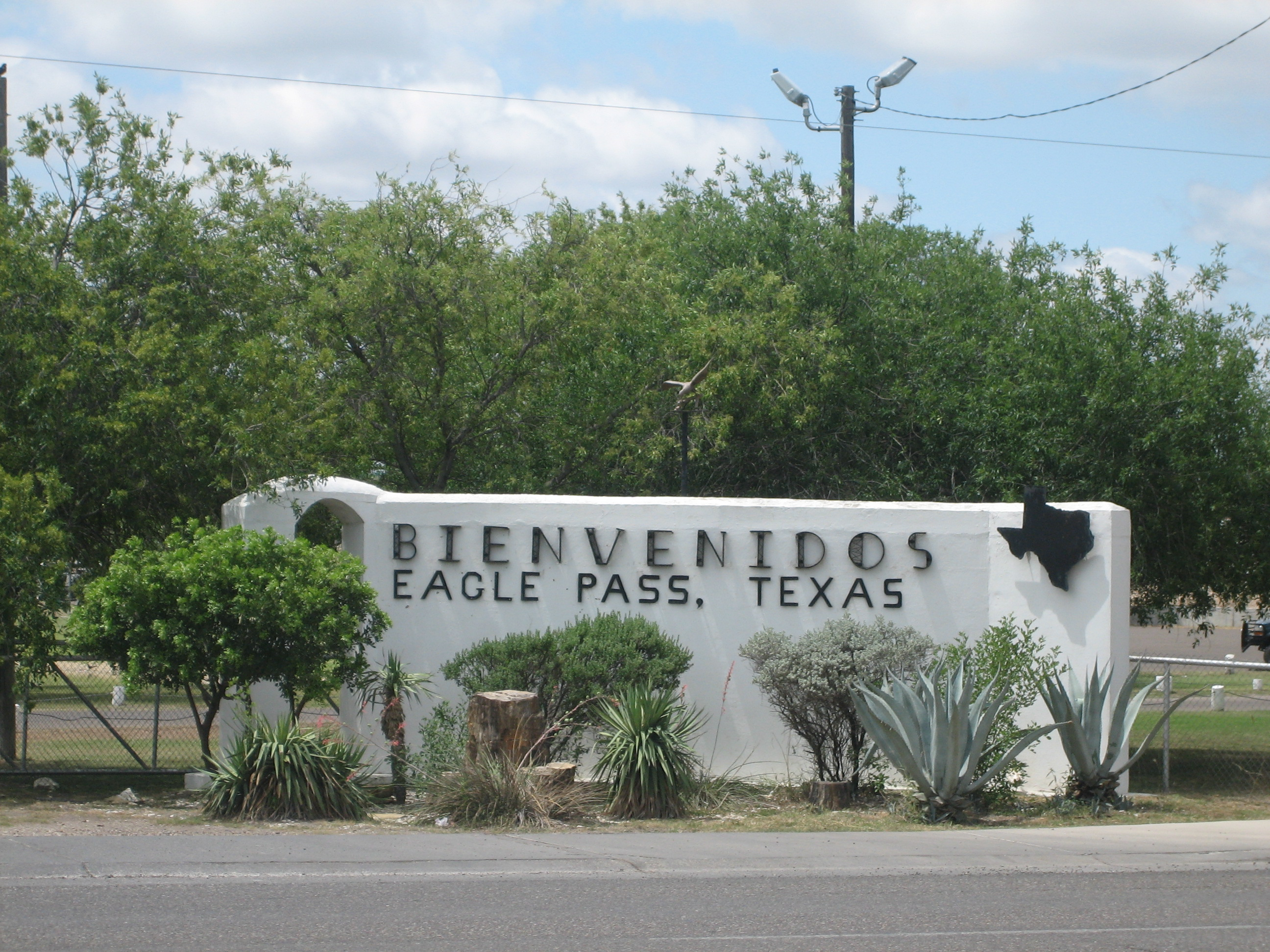
Letrero de bienvenida en Eagle Pass

Eagle Pass (en español: Paso del Águila) es una ciudad ubicada en el condado de Maverick en el estado estadounidense de Texas limitando al sur con la ciudad mexicana de Piedras Negras en el estado de Coahuila. En el Censo de 2010 tenía una población de 26 248 habitantes y una densidad poblacional de 1048,89 personas por km².
Eagle Pass está ubicado en la frontera entre Texas y México al lado oriente del Río Grande a su lado opuesto se encuentra la ciudad mexicana Piedras Negras, Coahuila, México. El área de Eagle Pass-Piedras Negras (EG-PN) es una de las seis áreas metropolitanas binacionales a lo largo de la frontera entre Estados Unidos-México. Según el censo de los Estados Unidos en 2010), Eagle Pass tiene una población de 26 248 habitantes y Piedras Negras, 150 178 habitantes.

## Historia
General William Cazneau Leslie (1807-1876) fue quien fundó Eagle Pass, Texas en la década de 1840. Eagle Pass fue el primer pueblo establecido en el área de Río Grande bajo el mando de Estados Unidos. Un campamento temporal para una milicia de Texas se estableció en la zona para detener el comercio ilegal con México durante la intervención estadounidense en México. El Ejército de los Estados Unidos estableció el Fuerte Duncan en 1849 un par de kilómetros al norte del campamento, y el comercio floreció bajo la protección de la fortificación. 
En 1850, Rick Pawless abrió un puesto comercial llamado Eagle Pass. En 1871, el condado de Maverick fue creado y Eagle Pass fue nombrada la sede.
En la actualidad, las dos ciudades se encuentran comunicadas por dos puentes para peatones y vehículos automotores y por un puente ferroviario.
El 24 de abril de 2007, "Villa de Fuente" una colonia de la ciudad de Piedras Negras fue afectada por un tornado, siendo afectado también un sector de la ciudad de Eagle Pass, conocido como " Rosita Valley", habiendo casas destruidas, una escuela destruida y 7 muertes.
El enero de 2024, la ciudad fue el lugar de una crisis política entre el Estado de Texas y el gobierno federal estadounidense a causa de las medidas tomadas por el gobierno texano para frenar la inmigración ilegal.

## Geografía
Eagle Pass se encuentra ubicada en las coordenadas 28°42′41″N 100°28′54″O / 28.71139, -100.48167. Según la Oficina del Censo de los Estados Unidos, Eagle Pass tiene una superficie total de 25,02 km², de la cual 24,81 km² corresponden a tierra firme y (0,86 %) 0,21 km² es agua.

## Demografía
Según el censo de 2010, había 26 248 personas residiendo en Eagle Pass. La densidad de población era de 1048,89 habs./km². De los 26 248 habitantes, Eagle Pass estaba compuesto por el 88,06 % blancos, el 0,27 % eran afroamericanos, el 0,37 % eran amerindios, el 0,55 % eran asiáticos, el 0 % eran isleños del Pacífico, el 9,34 % eran de otras razas y el 1,41 % pertenecían a dos o más razas. Del total de la población, el 95,49 % eran hispanos o latinos de cualquier raza.

## Educación
El Distrito Escolar Independiente de Eagle Pass gestiona escuelas públicas.